# 散旦镇
散旦镇，是中华人民共和国云南省昆明市富民县下辖的一个镇。

## 行政区划
散旦镇下辖以下地区：
散旦村、汉营村、沙营村、翟家村、甸头村和门前地村。